# 大京穴吹不動産
株式会社大京穴吹不動産（だいきょうあなぶきふどうさん）は、メジャーセブンのひとつである大京グループで、不動産流通業を営む日本の不動産会社。オリックスグループに属する（親会社の大京がオリックスの子会社であるため）。

## 概要
中古マンションや戸建住宅の売買仲介、賃貸物件の管理・リフォームなどを行う。大京グループの不動産情報ネットワークを活用し営業の効率化を図っている。東京23区内を中心に、日本全国に75の営業拠点（2021年1月現在）を展開する。
経営破綻した穴吹工務店の再建に大京が関わり、その後に子会社化した。
2015年4月1日付で、穴吹工務店の完全子会社である穴吹不動産センターを吸収合併して現社名となった。
2020年4月1日付で、株式会社大京リフォーム・デザインを吸収合併し、リフォーム事業およびインテリア販売事業を開始した。

## 沿革
- 1979年（昭和51年）11月 - 株式会社大京の不動産流通事業部門の新宿支店として営業開始[1]。
- 1980年（昭和52年）6月 - 店舗1号店として渋谷営業店を開設[1]。
- 1988年（昭和63年）12月7日[1] - 大京より分離・独立し、大京の100%出資で株式会社大京住宅流通を設立[1]。
- 1990年（平成2年） - 株式会社穴吹不動産センター[5]を創業。
- 2005年（平成17年） - 大京住宅流通が大京レンタルを吸収合併し、グループの賃貸事業を統合[1]。
- 2007年（平成19年）4月1日[6] - 大京住宅流通、大京リアルドに商号変更[1][6] 。
  - 社名「リアルド」は、英語の「REAL ESTATE（不動産）」「ALL（総合）」「DO（役立つ・果たす）」を組み合わせた造語であった。
- 2015年（平成27年）4月1日[4] - 大京リアルドが穴吹不動産センターを吸収合併し、大京穴吹不動産に商号変更[1][4][7]。
- 2020年（令和2年）4月1日[3] - 大京リフォーム・デザインを吸収合併[1][3]。

## 営業所・店舗
2021年1月現在、以下の営業所・店舗を展開する。各営業所・店舗の詳細については、公式サイト「店舗案内」を参照。
- 北海道・東北：札幌店、仙台店、盛岡営業所、郡山営業所
- 関東：宇都宮営業所、浦和店、川口店、川越店、柏店、船橋店
- 東京23区：渋谷店（渋谷2丁目）、新宿店（西新宿1丁目）、飯田橋店、池袋店、上野店、大島店、蒲田店、北千住店、錦糸町店、駒込店、五反田店、桜新町店、田町店、千歳船橋店、月島店、都立大学店、中野店、成増店、西葛西店、練馬店、門前仲町店
- 東京多摩：吉祥寺店、国分寺店、調布店、町田店
- 神奈川県：川崎店、溝の口店、武蔵小杉店、横浜店、上大岡店、港北ニュータウン店、藤沢店
- 北陸・甲信越：新潟営業所、長野店、金沢店
- 中部：静岡営業所、名古屋中央店、金山店、星ヶ丘店、八事店、三河安城店、岐阜店
- 関西：京都店、大阪中央店、天王寺店、江坂店、神戸元町店、西宮店
- 中国・四国：岡山店、広島店、松江営業所、四国賃貸営業課（高松市）、徳島店、高松店、松山店、高知店
- 九州・沖縄：博多店、西新店、熊本店、大分営業所、長崎営業所、宮崎営業所、鹿児島営業所、沖縄店、北谷美浜店

## 加盟団体
主な加盟業界団体は以下のとおり（2021年1月現在）。
- 公益社団法人日本不動産鑑定士協会連合会
- 公益社団法人首都圏不動産公正取引協議会
- 一般社団法人不動産流通経営協会
- 一般社団法人不動産証券化協会
- 一般社団法人全国住宅産業協会
- 一般社団法人第二種金融商品取引業協会